# PSA Phuentsholingstadion
Het PSA Phuentsholingstadion is een multifunctioneel stadion in Phuntsholing, een stad in Bhutan. 
Het Bhutan Olympics Committee (BOC) kwam met het plan om de sport meer te ontwikkelen in Bhutan. Eén van de onderdelen van dat plan is het bouwen van een aantal nieuwe stadions, waaronder dit stadion. In het stadion ligt een kunstgrasveld. Het stadion wordt vooral gebruikt voor voetbalwedstrijden, de voetbalclub Phuentsholing United FC maakt gebruik van dit stadion. In het stadion is plaats voor 5.000 toeschouwers. Het stadion werd geopend in 2011.